# Острва Сили
Острва Сили (енгл. Isles of Scilly) представљају архипелаг од 145 острва у Келтском мору, на 45 км југозападно од обала Корнвола (Енглеска).
У основи острва леже гранити пермске старости. Укупна површина острва је 16,03 км². 
На 5 већих насељених острва живи око 2.200 становника. Највеће и најважније острво је Сент Мерис на ком се налази и главни административни центар острва Хју Таун.
Острва имају одређену аутономијуSui generis у оквиру грофовије Корнвол у Енглеској. Главна привредна делатност је узгој цвећа. 